# 新民黨 (香港)
新民黨（英語：New People's Party）是香港建制派政黨。支持票源主要來自中產、專業及本地工商界人士，現職及退休香港公務員，包括香港警察、廉政公署等的紀律部隊支持。此外，絕大部份公民力量成員也是新民黨黨員。

## 歷史

### 2010年：創黨
新民黨黨名岀自《小戴禮記·大學》：「大學之道，在明明德，在親民，在止於至善」，口號是「親近民心，革故求新」。
2010年12月15日，舉行首次會員大會，選出葉劉淑儀為主席，史泰祖及田北辰為副主席，余衍深為行政總裁。2011年1月9日，新民黨正式成立。
2012年香港立法會選舉，新民黨首次參選，在新界西及香港島勝出，取得2席。葉劉淑儀在選後加入行政會議，成為行政會議非官守成員。不少原本支持自由黨的工商界及中產階級轉為支持新民黨，導致自由黨漸趨中聯辦及梁振英領導的香港特區政府邊緣化。

### 2014年：與公民力量結盟
2014年2月12日，新民黨宣佈與公民力量結成聯盟，擴大組織架構。結盟後，公民力量19名區議員均加入新民黨，令新民黨區議員原來12名，增至31名。新民黨亦於2月11日舉行之特別會員大會中，通過委任公民力量的召集人潘國山為該黨副主席。

### 2016年：獲中聯辦及紀律部隊支持
2016年香港立法會選舉後，新民黨主席葉劉淑儀被傳媒拍到其座駕曾經駛入中聯辦，她最初解釋只是司機負責送書到中聯辦，但昨日與傳媒茶敘時改口承認自己是「應邀商討問題」，並向一度誤導的明報記者致歉，但她否認當日是到中聯辦謝票。她稱新民黨在立法會選舉取得超過16萬票，在三個地方選區均取得議席，葉劉淑儀對成績表示滿意，稱新民黨在今次選舉成功開拓公務人員及紀律部隊等新票源。

### 2017年：田北辰退出新民黨
2017年4月10日，田北辰議員當日早上召開記者會宣布退出新民黨，將與屯門區議員蘇嘉雯、朱耀華，葵青區議員徐曉杰、吳家超、元朗區議員陳思靜及荃灣區議員鄭捷彬一同退黨。他形容，退黨念頭存在已久，但一直希望在特首選舉後才正式思考前路，以對黨及葉劉淑儀造成的負面影響減至最低。他指，新界西團隊從領導層得知其退黨意願，加速其退黨計劃，但明言「各位應自行決定去留，不受他人左右」。

### 2019年：區議會選舉全軍盡墨
2019年，特區政府推動《2019年逃犯及刑事事宜相互法律協助法例（修訂）條例草案》，引發軒然大波。身兼行政會議成員的黨主席葉劉淑儀，因為經常代表政府向公眾推銷條例草案，而且態度強硬，連累民望大幅下跌。在引發大型反修例運動後，西貢區議員譚領律、灣仔區議員李文龍和元朗區議員黃卓健先後退黨。在第6屆香港區議會選舉，新民黨雖然得票比4年前多，但其候選人全數落選，成為輸得最慘烈的建制派政黨，外間形容為「亡黨」。

### 2020年起：重返議會
在2021立法會選舉中，新民黨派出6人參選，最後取得其中5席，主席葉劉淑儀對此表示非常滿意。
在2023年區議會選舉中，新民黨派出29人參選，最後取得15席，成為區議會第三大黨。新民黨亦成功重回立法會、區議會。

## 領導層
主席為匯賢智庫主席葉劉淑儀，常務副主席黎棟國，副主席是容海恩、潘國山。前政策總裁為袁彌昌。
其他創黨人士包括前常務副主席田北辰、前副主席史泰祖、前區議員黃楚峰等，核心成員包括香港應用科技研究院前行政總裁余衍深、前入境事務處副處長周國泉、前入境事務處助理處長蔡炳麟和前郵政署署長譚榮邦。政黨顧問包括鍾逸傑、盛智文、黃錢其濂、余黎青萍、鄔滿海、鄺其志和高永文。

## 立法會議員
| 席位       | 選區／界別 | 議員     | 2008-2012 | 2012-2016 | 2016-2021            | 2022-2025 | 備註                           |
| ---------- | ---------- | -------- | --------- | --------- | -------------------- | --------- | ------------------------------ |
| 地方選區   | 香港島     | 葉劉淑儀 |           |           |                      |           | 同為匯賢智庫成員               |
| 地方選區   | 香港島西   | 葉劉淑儀 |           |           |                      |           | 同為匯賢智庫成員               |
| 地方選區   | 新界西     | 田北辰   |           |           | →                    |           | 於2017年4月10日正式退出新民黨  |
| 地方選區   | 新界東     | 容海恩   |           |           |                      |           | 同為公民力量成員               |
| 地方選區   | 新界東北   | 李梓敬   |           |           |                      |           | 前自由黨成員，同為公民力量成員 |
| 選舉委員會 |            |          |           |           |                      |           |                                |
| 容海恩     | 不適用     | 不適用   | 不適用    |           | 同為公民力量成員     |           |                                |
| 陳家珮     | 不適用     | 不適用   | 不適用    |           |                      |           |                                |
| 黎棟國     | 不適用     | 不適用   | 不適用    |           |                      |           |                                |
| 何敬康     | 不適用     | 不適用   | 不適用    |           | 2022年立法會補選勝出 |           |                                |
| 所得議席   | 所得議席   | 所得議席 | 1         | 2         | 3→2                  | 5→6       |                                |

## 選舉

### 立法會選舉
| 選舉 | 民選得票  | 民選得票比例 | 地方選區議席 | 功能界別議席 | 選舉委員會議席 | 總議席 | 增減 |
| ---- | --------- | ------------ | ------------ | ------------ | -------------- | ------ | ---- |
| 2012 | 68,097    | 3.76%        | 2            | 0            | 不適用         | 2 / 70 | 2 ▲  |
| 2016 | 167,589 ▲ | 7.61% ▲      | 3            | 0            | 不適用         | 3 / 70 | 1 ▲  |
| 2021 | 150,118 ▼ | 11.35% ▲     | 2            | 0            | 3              | 5 / 90 | 3 ▲  |
| 2022 | 833       |              | 不適用       | 不適用       | 1              | 1 / 6  | 1 ▲  |

### 區議會選舉
| 選舉 | 民選得票 | 民選得票比例 | 民選議席 | 地區委員會議席 | 委任議席 | 當然議席 | 總議席   | 增減 |
| ---- | -------- | ------------ | -------- | -------------- | -------- | -------- | -------- | ---- |
| 2011 | 15,568   | 1.32%        | 4        | 不適用         | 1        | 0        | 4 / 412  | 4 ▲  |
| 2015 | 75,793 ▲ | 5.24% ▲      | 26       | 不適用         | 不適用   | 0        | 26 / 431 | 22 ▲ |
| 2019 | 79,975 ▲ | 2.73% ▼      | 0        | 不適用         | 不適用   | 0        | 0 / 452  | 26 ▼ |
| 2023 | 99,775 ▲ | 8.52% ▲      | 5        | 10             | 10       | 0        | 25 / 470 | 25 ▲ |

## 全國人大代表及全國政協委員

### 第十四屆港區全國政協委員（2023-）
- 羅卓堅

## 行政會議成員
- 葉劉淑儀（2012-2016；2017-）【2022年起兼任行政會議召集人一職］

2012年10月17日，葉劉淑儀成為第二批獲委任加入當屆梁振英政府行政會議的立法會議員。在2016年12月，新民黨會員大會通過葉劉淑儀參選特首，所以向行政長官請辭，辭任行政會議非官守成員。2017年7月，新任特首林鄭月娥再次委任葉劉淑儀為行政會議非官守成員。2022年7月，新任特首李家超委任葉劉淑儀為行政會議召集人。

## 中央委員會
中央委員會委員由黨員大會中選出，負責管理工作並為黨制定及貫徹落實有關政策方針。中央委員會獲授權任命成立小組委員會，並監察其表現。中委會亦可委任秘書處成員。
- 成員
  - 陳永良
  - 陳鎮洪（香港創業及私募投資協會會長，香港交易所主板和創業板上市委员會成员）
  - 陳汝昌（匯賢智庫理事）
  - 陳家珮（前南區區議員）
  - 趙麗娟（香港會計師公會理事）
  - 周國泉（前入境事務處副處長）
  - 朱松勝（香港荃灣商會理事長)
  - 羅拔漢臣 （英語：Dr. Robert Hanson）
  - 趙偉雄
  - 羅志光（香港中華工商業協會副主席）
  - 鄧祐才（廣東省政協委員，香港廣東社團總會副主席）
  - 譚榮邦（前香港郵政署署長）
  - 曾向群（前東區區議員）
  - 黃仲翹（中華網全球服務公司行政總裁）
  - 黃楚峰（前灣仔區區議員）
  - 黃復華（前政務主任，前沙田區區議員）
  - 黃卓健（2010年度香港十大傑出青年，前元朗區區議員）
  - 楊孟霖（廣州市海珠區政協委員，荃灣工商業聯合會主席)
  - 甘文鋒（前屯門區區議員）
  - 余衍深
  - 李文龍（前灣仔區區議員）
  - 宋東
  - 鄧永昌
  - 羅光強
  - 陳敏娟
  - 梁家輝
  - 陳國添
  - 蘇炤成（前屯門區區議員）
  - 趙振國
  - 何志誠
  - 陳振東
  - 王聰德
  - Vijay Sheth （Managing Director, Mayborne International Limited）
  - 龔俊龍（香港太平紳士、广东省政协常委、香港广东汕尾市同乡总会会长、恒裕集团董事长）

## 執行委員會
執行委員會負責黨內日常運作和管理，執行由中央委員會落實的決議，並同時承擔監察秘書處的責任。
- 主席：葉劉淑儀
- 常務副主席：黎棟國
- 副主席：容海恩、潘國山
- 義務秘書：甘文鋒
- 義務司庫：陳家珮
- 成員：
  - 譚榮邦
  - 曾向群
  - 周國泉
  - 余衍深
  - 黃復華
  - 陳永良
  - 羅卓堅
  - 周卓然（青年委員會主席）

## 新民黨秘書處
新民黨秘書處的主要責任是為新民黨、中央委員會和小組委員會提供行政支援和服務，並協助招募新黨員及管理黨籍之事務。同時秘書處會處理所有行政及會計上的事宜，有效地協調由不同地區舉辦的社區活動，及為宣傳新民黨的活動聯絡傳播媒介。

## 新民黨青年委員會
新民黨青年委員會主要為三十五歲以下之黨員，提供一個議政平台，鼓勵他們積極參與活動，包括區議會競選活動及地區義工服務、出席各類型諮詢及論壇、籌辦政策聚焦小組、定期黨員聯誼活動等，並凝聚黨內有志參政的青年黨員，培養他們投身政治的興趣。

## 其他黨員
2011年1月11日，《文匯報》、《大公報》、《星島日報》及《蘋果日報》等香港報章均報道少年發明家陳易希加入了新民黨，事件後來引起網民爭議。
另外，藝人趙哲妤亦曾經在2013年加入新民黨，但受到葉劉淑儀的批評，其後趙已於2015年退黨。曾參選2015年香港小姐競選的劉聖雪在2017年加入新民黨，並成為社區發展主任。
2023年區議會選舉，有「亞視暖男」之稱的黃守東加入新民黨，代表新民黨出選灣仔區，獲新民黨及葉劉淑儀高度重視，並成為本屆選舉焦點，惟敗於民建聯穆家駿及獨立候選人李碧儀。

## 爭議事件

### 黨員違反醫院探病準則下探訪病危人士
2020年11月13日，因肝衰竭病危的城大化學系學生鄭如妍，被醫生指其腦幹死亡，而家屬亦同意為其拔喉，至同日下午5時左右逝世。當日鄭的親戚見其最後一面時，出現爭議。根據鄭生前的朋友透露，根據當日安排，所有與鄭非親屬關係者不得內進。但當日早上，一名新民黨成員只是鄭的鄰居，卻自稱是鄭的「伯伯」，進入病房範圍和鄭見面。該黨員自稱是該黨主席兼立法會議員葉劉淑儀的助理，更一度有消息指該黨員曾要求醫生為鄭拔喉。當被追問有關事件時，葉劉承認曾有一名己黨成員以個人身份探望鄭，該黨員是鄭母的同鄉兼鄰居，強調有關行為並非受她本人或政黨所託。被問及該黨員有否要求醫生為鄭拔喉，葉劉表示自己不知情，對於黨員私人行為，無興趣暸解，和其劃清界線  。